# Operación Triunfo 2018
Operación Triunfo 2018, també conegut per les seves sigles OT 2018, és la desena edició del programa de televisió musical Operación Triunfo de La 1 de Televisió Espanyola. El programa, que compta amb una durada provisional de 91 dies, va ser estrenat el 19 de setembre de 2018, sent líder d'audiència amb un 20,5 % de quota de pantalla en "prime time". Durant la resta de les seves emissions, el programa ha continuat registrant bones dades d'audiència, encara que, al llarg de les setmanes, ha mostrat una clara tendència descendent en les seves dades. El seu rècord de temporada es va produir en la Gala 0, anotant un 20,5 % de quota amb més de 2,3 milions d'espectadors de mitjana, mentre que la seva gala menys vista es va donar en la seva setena emissió, registrant un 14,1 % amb més de 1,7 milions d'espectadors.

## Desenvolupament
El 7 de febrer de 2018, es va anunciar que RTVE renovaria Operación Triunfo en el seu Consell d'Administració de març per a una nova edició a la tardor.Finalment, va ser el 28 de febrer quan el Consell d'Administració d'RTVE va aprovar per unanimitat la renovació del programa de Gestmusic per una desena edició, que arribaria al setembre del mateix any.
Així doncs, la desena edició del programa compta amb un total de 14 gales, que en el seu conjunt suposen un cost d'11 milions d'euros, en els quals van inclosos els costos del canal 24 hores i els resums diaris, entre altres despeses alienes a les gales en directe.Així mateix, el concurs torna a servir com a preselecció d'Espanya per al Festival de la Cançó d'Eurovisió 2019, fet que es va confirmar el 14 de setembre, durant la roda de premsa en la qual es va presentar l'edició, i que, a més, preveien les bases del concurs.

### Instal·lacions
Un any més, els estudis del Parc Audiovisual de Catalunya, situats a Terrassa, acullen tant el plató com l'acadèmia. Les instal·lacions, que ocupen 2.200 metres quadrats, estan formades per un edifici de tres plantes, utilitzat com a acadèmia i un plató renovat de grans dimensions i d'alta tecnologia que dobla tant la grandària com la capacitat del seu predecessor l'any 2017, comptant amb gairebé 1.000 espectadors de públic.

### Càstings
El 14 de maig es van anunciar les ciutats on es van dur a terme els càstings.
La novetat dels càstings d'aquesta edició van ser els #OTCover, que va consistir que les millors actuacions pujades a les xarxes socials sota aquest mateix hashtag van guanyar una passada directa per evitar les cues d'espera. En total, 16 769 persones es van presentar a les proves de selecció.
| Data                 | Lloc                                                   | Assistents     | Passades a la segona fase |
| 30 de maig de 2018   | Esplanada olímpica del Palau Sant Jordi (Barcelona)    | 2 504 persones | 107                       |
| 4 de juny de 2018    | Port d'Alacant (Alacant)                               | 1 200 persones | 42                        |
| 7 de juny de 2018    | Port de València (València)                            | 2 075 persones | 65                        |
| 12 de juny de 2018   | Palau de Congressos del Poble Espanyol (Palma)         | 525 persones   | 18                        |
| 18 de juny de 2018   | Palau de Congressos i Auditori Kursaal (Sant Sebastià) | 950 persones   | 27                        |
| 21 de juny de 2018   | Museu del Mar de Galícia (Vigo)                        | 890 persones   | 31                        |
| 26 de juny de 2018   | Auditori de Tenerife (Tenerife)                        | 600 persones   | 34                        |
| 2 de juliol de 2018  | Palau de Fires i Congressos de Màlaga (Màlaga)         | 1 850 persones | 72                        |
| 5 de juliol de 2018  | Fibes (Sevilla)                                        | 2 145 persones | 61                        |
| 10 de juliol de 2018 | Universitat Politècnica de Madrid (Madrid)             | 3 460 persones | 107                       |

La fase final del càsting va donar començament el 28 d'agost al Parc Audiovisual de Catalunya (Terrassa) i es va perllongar durant tres dies.

## L'equip

### Presentadors
Igual que en l'edició anterior, Roberto Leal és l'encarregat de conduir les gales. A més, Noemí Galera i Ricky Merino s'ocupen de presentar "El xat".

### Els professors
El professorat de l'acadèmia està format per:
- Noemí Galera, directora de l'acadèmia, presentadora de "El chat".
- Manu Guix, director musical.
- Vicky Gómez, coreògrafa.
- Mamen Márquez, directora vocal i professora de Tècnica vocal.
- Joan Carles Capdevila, coach vocal.
- Laura Andrés, coach vocal.
- Javier Calvo i Javier Ambrossi, professors d'interpretació (dia 43 a 91).
- Itziar Castro, professora d'interpretació (dia 1 a 42).
- Miqui Puig, professor de Cultura musical.
- Andrea Vilallonga, professora d'Imatge i protocol.
- Xuan Lan, professora de Ioga.
- Magali Dalix i Gotzon Mantuliz, professors de Forma física i vida sana.
- Rubén Salvador, professor de Balls de saló.
- Cristina Burgos, professora de Hip/Hop.
- Sheila Ortega, professora de Danses urbanes.
- Chris Nash, professor d'anglès.
- Ana Amengual, professora de Dietètica.

#### Professors anteriors
El 31 d'octubre de 2018, per primera vegada a la història del programa, Gestmusic, en consens amb l'equip encarregat d'RTVE, va prendre la decisió unilateral de prescindir d'Itziar Castro com a professora d'interpretació, per "no aconseguir els objectius esperats a la seva àrea, on la feina amb els concursants no ha donat el resultat esperat en les Gales". Així doncs, la participació de Castro en l'acadèmia va finalitzar durant la sisena setmana de concurs, abandonant el seu lloc després de la gala del dimecres.

### El jurat
- Manuel Martos, productor executiu d'Universal Music.
- Joe Pérez-Orive, director de màrqueting de Live Nation.
- Ana Torroja, cantant, exvocalista de Mecano.

- Tony Aguilar (Gala 1)
- Julia Gómez Cora (Gala 2)
- Rosana (Gala 2): en substitució d'Ana Torroja
- Wally Lopez (Gala 3)
- David Otero (Gala 4)
- Javier Pla (Gala 5)
- Carlos Jean (Gala 6)
- Brisa Fenoy (Gala 7)
- Ruth Lorenzo (Gala 8)

## Emissió
- Gales:
  - Dimecres: per La 1 i TVE Internacional a les 22.30.
  - Diumenge: repetició de la gala del dimecres a les 11.05 per La 1.
- Xats: 
  - En finalitzar les gales en directe (01.15) per La 1 i TVE Internacional.
- Altres continguts:
  - Canal 24h OT de 8.30 a 23.00 per YouTube.
  - Resum diari a Clan a les 00.00 i també al canal de YouTube d'RTVE.

## Concursants
| No. | Concursant                       | Edat    | Procedència            |
| 1   | Famous Oberogo                   | 19 anys | Bormujos               |
| 2   | Alba Reche                       | 20 anys | Elx                    |
| 3   | Natalia Lacunza                  | 19 anys | Pamplona               |
| 4   | Sabela Ramil                     | 23 anys | As Pontes              |
| 5   | Julia Medina                     | 25 anys | San Fernando           |
| 6   | Miki Núñez                       | 22 anys | Terrassa               |
| 7   | Marta Sango                      | 18 anys | Torre del Mar          |
| 8   | Maria Escarmiento                | 27 anys | Madrid                 |
| 9   | Marilia Monzón                   | 18 anys | Gáldar                 |
| 10  | Carlos Right                     | 25 anys | Esplugues de Llobregat |
| 11  | Noelia Franco                    | 22 anys | Màlaga                 |
| 12  | Damion Frost                     | 21 anys | Adeje                  |
| 13  | Dave Zulueta                     | 20 anys | Sanlúcar de Barrameda  |
| 14  | Joan Garrido                     | 22 anys | Bunyola                |
| 15  | África Adalia                    | 22 anys | Madrid                 |
| 16  | Alfonso La Cruz                  | 22 anys | Madrid                 |
|     | Aspirants eliminats en la Gala 0 |         |                        |
| 17  | Rodrigo Blanco                   | 25 anys | San Juan del Puerto    |
| 18  | Luis Mas                         | 19 anys | El Masnou              |

## Taula d'estadístiques setmanal
| 19 de setembre – 19 de desembre | 19 de setembre – 19 de desembre | 19 de setembre – 19 de desembre | 19 de setembre – 19 de desembre | 19 de setembre – 19 de desembre | 19 de setembre – 19 de desembre | 19 de setembre – 19 de desembre | 19 de setembre – 19 de desembre | 19 de setembre – 19 de desembre | 19 de setembre – 19 de desembre | 19 de setembre – 19 de desembre | 19 de setembre – 19 de desembre | 19 de setembre – 19 de desembre | 19 de setembre – 19 de desembre | 19 de setembre – 19 de desembre | 19 de setembre – 19 de desembre |
| Concursants                     | Gala 0                          | Gala 1                          | Gala 2                          | Gala 3                          | Gala 4                          | Gala 5                          | Gala 6                          | Gala 7                          | Gala 8                          | Gala 9                          | Gala 10                         | Gala 11                         | Gala 12                         | Gala Final                      | Gala Final                      |
| ------------------------------- | ------------------------------- | ------------------------------- | ------------------------------- | ------------------------------- | ------------------------------- | ------------------------------- | ------------------------------- | ------------------------------- | ------------------------------- | ------------------------------- | ------------------------------- | ------------------------------- | ------------------------------- | ------------------------------- | ------------------------------- |
| Famous                          | Entra                           | Salvat                          | Salvat                          | Salvat                          | Salvat                          | Salvat                          | Salvat                          | Favorit                         | Nominat                         | Nominatº                        | Salvat                          | Finalista                       | Finalista                       | Pòdium                          | Guanyador                       |
| Alba Reche                      | Entra                           | Salvada                         | Salvada                         | Salvada                         | Salvada                         | Salvada                         | Favorita                        | Salvada                         | Salvada                         | Salvada                         | Nominada                        | Nominada                        | Finalista                       | Pòdium                          | Segona                          |
| Natalia                         | Entra                           | Salvada                         | Favorita                        | Salvada                         | Salvada                         | Salvada                         | Salvada                         | Salvada                         | Salvada                         | Salvada                         | Salvada                         | Finalista                       | Finalista                       | Pòdium                          | Tercera                         |
| Sabela                          | Entra                           | Nominada                        | Salvada                         | Salvada                         | Nominada                        | Salvada                         | Salvada                         | Salvada                         | Favorita                        | Salvada                         | Nominada                        | Nominada                        | Finalista                       | Quarta                          |                                 |
| Julia                           | Entra                           | Salvada                         | Salvada                         | Favorita                        | Salvada                         | Salvada                         | Salvada                         | Nominada                        | Salvada                         | Nominada                        | Salvada                         | Nominada                        | Finalista                       | Cinquena                        |                                 |
| Miki                            | Entra                           | Salvat                          | Salvat                          | Nominat                         | Salvat                          | Favorit                         | Nominat                         | Nominat                         | Salvat                          | Favorit                         | Nominat                         | Nominat                         | Expulsat                        |                                 |                                 |
| Marta                           | Entra                           | Salvada                         | Salvada                         | Salvada                         | Salvada                         | Nominada                        | Salvada                         | Salvada                         | Nominada                        | Nominada                        | Nominada                        | Expulsada                       |                                 |                                 |                                 |
| María                           | Entra                           | Salvada                         | Nominada                        | Salvada                         | Favorita                        | Salvada                         | Nominada                        | Salvada                         | Nominada                        | Nominada                        | Expulsada                       |                                 |                                 |                                 |                                 |
| Marilia                         | Entra                           | Salvada                         | Salvada                         | Salvada                         | Salvada                         | Nominada                        | Nominada                        | Nominada                        | Nominada                        | Expulsada                       |                                 |                                 |                                 |                                 |                                 |
| Carlos Right                    | Entra                           | Salvat                          | Salvat                          | Salvat                          | Nominat                         | Nominat                         | Salvat                          | Nominat                         | Expulsat                        |                                 |                                 |                                 |                                 |                                 |                                 |
| Noelia                          | Entra                           | Favorita                        | Salvada                         | Salvada                         | Nominada                        | Salvada                         | Nominada                        | Expulsada                       |                                 |                                 |                                 |                                 |                                 |                                 |                                 |
| Damion                          | Entra                           | Salvat                          | Salvat                          | Nominat                         | Salvat                          | Nominat                         | Expulsat                        |                                 |                                 |                                 |                                 |                                 |                                 |                                 |                                 |
| Dave                            | Entra                           | Salvat                          | Nominat                         | Nominat                         | Nominat                         | Expulsat                        |                                 |                                 |                                 |                                 |                                 |                                 |                                 |                                 |                                 |
| Joan Garrido                    | Entra                           | Nominat                         | Nominat                         | Nominat                         | Expulsat                        |                                 |                                 |                                 |                                 |                                 |                                 |                                 |                                 |                                 |                                 |
| África                          | Entra                           | Nominada                        | Nominada                        | Expulsada                       |                                 |                                 |                                 |                                 |                                 |                                 |                                 |                                 |                                 |                                 |                                 |
| Alfonso                         | Entra                           | Nominat                         | Expulsat                        |                                 |                                 |                                 |                                 |                                 |                                 |                                 |                                 |                                 |                                 |                                 |                                 |
| Rodrigo                         | Eliminat                        |                                 |                                 |                                 |                                 |                                 |                                 |                                 |                                 |                                 |                                 |                                 |                                 |                                 |                                 |
| Luis                            | Eliminat                        |                                 |                                 |                                 |                                 |                                 |                                 |                                 |                                 |                                 |                                 |                                 |                                 |                                 |                                 |

     Aspirant que entra en l'Acadèmia per decisió del jurat.
     Aspirant que entra en l'Acadèmia per decisió del professorat.
     Aspirant que entra en l'Acadèmia via televot.
     Aspirant eliminat de la Gala 0 via televot.
     Concursant que no estava en l'Acadèmia.
     Eliminat de la setmana via televot.
     Nominat.
     Proposat pel jurat per abandonar l'acadèmia, però salvat pel professorat.
     Proposat pel jurat per abandonar l'acadèmia, però salvat pels companys.
     Favorit de la setmana via aplicació mòbil.
     Candidat a favorit de la setmana via aplicació mòbil.
     Candidat per a esdevindre finalista.
     Finalista elegit que avança a la següent fase del concurs.
     Finalista elegit pel jurat.
     Finalista elegit pel televot.
     Finalista fora del pòdium.
     3r/a Finalista.
     2n/a Finalista.
     Guanyador/a.
º: Candidat a favorit i nominat en la mateixa setmana.

#### Votacions dels companys
|         | Gala 1       | Gala 2       | Gala 3      | Gala 4       | Gala 5       | Gala 6        | Gala 7       | Gala 8       | Gala 9       | Gala 10      | Vots totals |
| ------- | ------------ | ------------ | ----------- | ------------ | ------------ | ------------- | ------------ | ------------ | ------------ | ------------ | ----------- |
| Famous  | Joan         | Dave         | Damion      | Dave         | Marta        | Noelia        | Miki         | Marta        | Marta        | Marta        | [0]         |
| Alba    | Joan         | Joan         | Joan        | Dave         | Carlos       | María         | Carlos       | María        | María        | Miki         | [0]         |
| Natalia | Joan         | Joan         | Damion      | Sabela       | Carlos       | María         | Miki         | María        | Julia        | Miki         | [0]         |
| Sabela  | Nominada (3) | Joan         | Joan        | Nominada (5) | Damion       | Marilia       | Miki         | María        | Julia        | Nominada (1) | 9           |
| Julia   | Joan         | Dave         | Dave        | Dave         | Carlos       | Noelia        | Marilia      | Marilia      | Nominada (3) | Sabela       | 3           |
| Miki    | Joan         | Joan         | Joan        | Dave         | Carlos       | María         | Nominat (3*) | María        | Julia        | Nominat (2)  | 5           |
| Marta   | Alfonso      | Dave         | Dave        | Sabela       | Nominada (3) | Noelia        | Marilia      | Nominada (1) | Nominada (1) | Nominada (1) | 6           |
| María   | Sabela       | África       | Dave        | Sabela       | Carlos       | Nominada (3*) | Marilia      | Nominada (4) | Nominada (1) | Expulsada    | 8           |
| Marilia | Sabela       | Joan         | Joan        | Sabela       | Marta        | Nominada (2)  | Nominada (3) | Nominada (1) | Expulsada    |              | 6           |
| Carlos  | Sabela       | Dave         | Dave        | Nominat (1)  | Nominat (5)  | Marilia       | Nominat (1)  | Expulsat     |              |              | 7           |
| Noelia  | Alfonso      | Dave         | Dave        | Carlos       | Marta        | Nominada (3)  | Expulsada    |              |              |              | 3           |
| Damion  | Alfonso      | África       | Nominat (2) | Sabela       | Nominat (1)  | Expulsat      |              |              |              |              | 3           |
| Dave    | Joan         | Nominat (5)  | Nominat (5) | Nominat (4)  | Expulsat     |               |              |              |              |              | 14          |
| Joan    | Nominat (6)  | Nominat (5*) | Nominat (4) | Expulsat     |              |               |              |              |              |              | 15          |
| África  | Alfonso      | Nominada (2) | Expulsada   |              |              |               |              |              |              |              | 2           |
| Alfonso | Nominat (4)  | Expulsat     |             |              |              |               |              |              |              |              | 4           |

- [0] El concursant té 0 vots perquè mai va estar exposat a la votació dels seus companys.
- * Concursant empatat que va ser salvat pel vot del favorit.
- Concursant nòmada favorit amb el vot definitiu en cas d'empat.
- Vot del concursant nominat i salvat pel professorat.
- Concursant nominat i salvat pels vots dels companys.
- Concursant nominat.
- Concursant expulsat.

### Expulsions
El públic vota per salvar al seu concursant favorit, per tant l'expulsat és el concursant amb menor percentatge:
- Gala 0: Carlos Right (42 %) / Rodrigo (37 %) / Luis (21 %)
- Gala 2: Sabela (78,8 %) / Alfonso (21,2 %)
- Gala 3: Dave (80 %) / África (20 %)
- Gala 4: Damion (65 %) / Joan Garrido (35 %)
- Gala 5: Carlos Right (62 %) / Dave (38 %)
- Gala 6: Marta (59 %) / Damion (41 %)
- Gala 7: Marilia (50,2 %) / Noelia (49,8 %)
- Gala 8: Marilia (57%) / Carlos Right (43%)
- Gala 9: Marta (53%) / Marilia (47%)
- Gala 10: Marta (57%) / María (43%)
- Gala 11: Sabela (64%) / Marta (36%)
- Gala 12: Sabela (43%) / Julia (37%) / Miki (20%)
- Gala Final Part 1: Alba Reche (28%) / Famous (27%) i Natalia (23%) / Sabela (12%) i Julia (10%)
- Gala Final Part 2: Famous (36%) / Alba Reche (35%) i Natalia (29%)

## Gales
Operación Triunfo 2018 compta amb 14 gales normals i, almenys, una gala especial, en la qual es triarà al o la representant d'Espanya a Eurovisió 2019. Al llarg de cada gala s'anuncia qui és el concursant expulsat. Posteriorment s'assenyala als tres concursants amb major nombre de vots durant aquesta setmana i el guanyador és proclamat favorit, i d'aquesta manera creua la passarel·la en primer lloc i no pot ser nominat. Al final de la nit dos nous concursants són nominats.

## Discografia

### Signatures de discos
Els concursants van recórrer part de la geografia espanyola signant els diferents àlbums recopilatoris de l'edició. Les dates van ser les següents:
| Data                   | Ciutat     | Cantants                            | Públic         |
| 2 de novembre de 2018  | Màlaga     | África, Alfonso i Damion            |                |
| 2 de novembre de 2018  | Múrcia     | Dave i Joan Garrido                 |                |
| 3 de novembre de 2018  | Madrid     | Alba Reche, Famous, María i Noelia  | 4.000 persones |
| 3 de novembre de 2018  | Saragossa  | Julia, Natalia i Sabela             | 3.500 persones |
| 3 de novembre de 2018  | Barcelona  | Carlos Right, Marilia, Marta i Miki | 6.000 persones |
| 16 de novembre de 2018 | Vigo       | Noelia, Joan, Alfonso i África      |                |
|                        | Salamanca  | Dave, Carlos i Damion               |                |
| 17 de novembre de 2018 | Valladolid | Dave, Carlos i Damion               |                |
|                        | La Corunya | Noelia, Joan, Alfonso i África      |                |

## Audiències
Aquestes són les audiències que va obtenir el programa Operación Triunfo 2018.
| Data                   | Dia      | Gala       | Estructura de la Gala                                                    | Espectadors | Share  |
| ---------------------- | -------- | ---------- | ------------------------------------------------------------------------ | ----------- | ------ |
| 19 de setembre de 2018 | Dimecres | Gala 0     | Presentació / Entrada dels 16 concursants / Eliminació de Luis i Rodrigo | 2 321 000   | 20,5 % |
| 26 de setembre de 2018 | Dimecres | Gala 1     | Nominació d'Alfonso i Sabela                                             | 2 102 000   | 16,6 % |
| 3 d'octubre de 2018    | Dimecres | Gala 2     | Expulsió d'Alfonso / Nominació d'África i Dave                           | 1 875 000   | 15,8 % |
| 10 d'octubre de 2018   | Dimecres | Gala 3     | Expulsió d'Àfrica / Nominació de Damion i Joan                           | 2 028 000   | 17,0 % |
| 17 d'octubre de 2018   | Dimecres | Gala 4     | Expulsió de Joan Garrido / Nominació de Carlos i Dave                    | 1 963 000   | 16,9 % |
| 24 d'octubre de 2018   | Dimecres | Gala 5     | Expulsió de Dave / Nominació de Damion i Marta                           | 1 902 000   | 15,9 % |
| 31 d'octubre de 2018   | Dimecres | Gala 6     | Expulsió de Damion / Nominació de Marilia i Noelia                       | 1 742 000   | 14,1 % |
| 7 de novembre de 2018  | Dimecres | Gala 7     | Expulsió de Noelia / Nominació de Marilia i Carlos Right                 |             |        |
| 14 de novembre de 2018 | Dimecres | Gala 8     | Expulsió de Carlos Right / Nominació de Marilia i Marta                  |             |        |
| 21 de novembre de 2018 | Dimecres | Gala 9     | Expulsió de Marilia / Nominació de Marta i María                         |             |        |
| 28 de novembre de 2018 | Dimecres | Gala 10    | Expulsió de María / Nominació de Marta i Sabela                          |             |        |
| 5 de desembre de 2018  | Dimecres | Gala 11    | Expulsió de Marta / Elecció de Natalia i Famous com a finalistes         |             |        |
| 12 de desembre de 2018 | Dimecres | Gala 12    | Expulsió de Miki / Elecció d'Alba Reche, Sabela i Julia com a finalistes |             |        |
| 19 de desembre de 2018 | Dimecres | Gala Final | Victòria de Famous / 2º Alba Reche / 3º Natalia / 4º Sabela / 5º Julia   |             |        |

## Programes especials
| 26 de desembre de 2018 | Dimarts  | Gala Nadal     | Trobada amb Operación Triunfo 2017                                |
| gener de 2019          | Dimecres | Gala Eurovisió | Elecció del representant espanyol en el Festival d'Eurovisió 2019 |